# 서배스천 아메스토
서배스천 아메스토(Sebastian Armesto, 1982년 6월 3일 ~ )는 잉글랜드의 배우이다.

## 출연 작품
- 튤립 피버 - 에두아르트 아스무스 역
- 더 머시